# Колыбельные мира
«Колыбе́льные ми́ра» — российский анимационный проект, посвящённый колыбельным различных народов мира. В рамках проекта создано несколько десятков мультфильмов, каждый из которых представляет одну колыбельную на родном языке, при этом сюжет фильма основан на содержании песни, а изобразительное решение отражает колорит соответствующего народа.
Мультфильмы проекта сделаны в смешанной технике, совмещая перекладки и компьютерную 2D-анимацию. Многие из них выполнены в наивной манере, напоминающей детский рисунок. Продолжительность одной серии — 3 мин.
Руководители проекта — продюсер Арсен Готлиб и мультипликатор Елизавета Скворцова. Производство компаний «МетрономФильм» и Студия «Телекино».
Начиная с 2006 года проект получил большое количество премий на российских и международных фестивалях, а также награды международных детских, экуменистических и благотворительных организаций.

## История проекта
Мультипликатор Елизавета Скворцова, которой продюсер Арсен Готлиб предложил возглавить проект, так описывала возникновение идеи проекта:
Идеи же носятся в воздухе. У меня есть хороший знакомый художник Яша Каждан, который спел мне еврейскую колыбельную и рассказал её перевод. Там такая хорошая история про маму, мальчика и дерево. И я подумала — вот по ней можно сделать кино.
Первый публичный показ прошёл 31 января 2006 года на вечере клуба аниматоров России в Малом зале Московского дома кино. Зрители увидели «Русскую колыбельную» (на песню «Отец ушёл за рыбою»).
Первый фестивальный показ пяти серий проекта состоялся на фестивале анимационного кино в Суздале в феврале 2006 года. С 2006 года отдельные фильмы проекта показывались ещё на ряде фестивалей, на многих из которых были удостоены призов.
26 декабря 2008 года в кинотеатре «Ролан» в рамках Московского международного фестиваля фильмов для детей и юношества состоялась кинотеатральная премьера первого и второго выпусков альманаха «Колыбельные мира. Самые сладкие сны».
В 2010 году на XV фестивале анимационного кино в Суздале колыбельные демонстрировались с новыми объяснительными заставками, в которых дети рассказывают о народе, которому принадлежит песня.
Первый официальный выпуск колыбельных на DVD состоялся в мае 2013 года. На диск вошло 10 мультфильмов, с небольшим вступлением к каждому: как и в анимационном проекте «Гора самоцветов», во вступлении кратко рассказывается о стране, к которой относится соответствующая колыбельная.
27 июля 2013 года подписано соглашение между «МетрономФильмом» и французской компанией Gaumont, согласно которому Gaumont станет дистрибьютором сериала на территории Франции, Бельгии, Швейцарии, Испании и Германии.
14 сентября 2013 года в Инженерном корпусе Третьяковской галереи в Москве состоялись показы фильмов проекта и прошла выставка «За экраном. Разноцветные сны. 21 художник проекта „Колыбельные мира“». Сериал также был представлен на осеннем международном телерынке в Канне.

## Список серий
| Колыбельная      | Исполнитель песни                       | Художник                                                 | Сюжет |
| ---------------- | --------------------------------------- | -------------------------------------------------------- | --- |
| Адыгейская       |                                         | Мария Коржова                                            | |
| Азербайджанская  | Шовкет Алекперова                       | Глеб Коржов                                              | Ребёнок во сне видит всю свою жизнь.                                                                                                   |
| Американская     |                                         | Анастасия Жакулина                                       | Стук колес поезда - вот колыбельная бродяги.                                                                                           |
| Английская       |                                         | Вероника Фёдорова                                        | О том, что иногда происходит на концертах классической музыки.                                                                         |
| Аргентинская     | Beatriz Pichi Malén                     | Елизавета Скворцова, Елизавета Новикова                  | |
| Армянская        | Hasmik Harutyunyan                      | Мария Заикина                                            | Фильм про то, как сделать армянский лаваш, и что в него завернуть.                                                                     |
| Африканская      | Ladysmith Black Mambazo                 | Елизавета Скворцова                                      | В Африке есть такие мушки, когда они поют, все засыпают. Поэтому в Африке все так хорошо спят.                                         |
| Белорусская      |                                         | Валерий Кожин                                            | |
| Болгарская       | Светла Стаменова, Мария Димова          | Денис Шибанов                                            | «Мой маленький подснежник, что ты появился так рано один-одинёшенек?»                                                                  |
| Бразильская      | Mawaca                                  | Глеб Коржов                                              | |
| Венгерская       | Marta Sebestyen                         | Анна Самойлович                                          | Странствующие артисты показывают рождественское представление.                                                                         |
| Голландская      | Geert Chatrou                           | Анастасия Жакулина                                       | |
| Греческая        | Costas A. Giannikos                     | Анна Самойлович                                          | «Бессонница, Гомер, тугие паруса…» |
| Грузинская       | Kartuli Hmebi                           | Елизавета Скворцова                                      | Кто пасет облака на небе?… |
| Датог            |                                         | Ксения Колосова                                          | |
| Датская          | Inge Aasted                             | Ксения Колосова                                          | |
| Еврейская (идиш) | Ефим Чорный                             | Елизавета Скворцова                                      | Маленький мальчик мечтает стать птичкой.                                                                                               |
| Индийская        | Суман Кальянпуркар                      | Любовь Токарева                                          | История про Кришну и его маму. |
| Ирландская       | Garry O Briain, Padraigin Ni Uallachain | Вероника Фёдорова                                        | О старшей сестре и её маленьком смешливом братце.                                                                                      |
| Испанских цыган  | Anna de los Reyes                       | Анна Самойлович                                          | Фильм о том, как крепко спят цыганские дети.                                                                                           |
| Итальянская      | Робертино Лоретти                       | Анастасия Жакулина                                       | |
| Казахская        |                                         | Арсений Лапин                                            | |
| Камбоджийская    | Hun Sarath                              | Глеб Коржов                                              | |
| Канадская        | Georges Hamel                           | Вероника Фёдорова                                        | Отважным морякам не страшны бури, путеводная звезда всегда приведёт их домой.                                                          |
| Карельская       |                                         | Мария Заикина                                            | |
| Китайская        | Renjeng Su                              | Владислав Байрамгулов                                    | |
| Конголезская     | Kimbata                                 | Анастасия Опаркина                                       | |
| Кубинская        | Bola de Nieve                           | Анастасия Опаркина                                       | Фильм про то как ребёнок растет. |
| Латышская        | Iļģi                                    | Дарья Герасимова                                         | |
| Литовская        | Žilvinas Ramanauskas                    | Глеб Коржов                                              | |
| Маори            | Hinewehi Mohi                           | Ксения Колосова                                          | |
| Мексиканская     | Харамар Сото                            | Елизавета Скворцова                                      | |
| Молдавская       | Мария Илиуц                             | Елизавета Скворцова                                      | Как хорошо, малыш, что ты ещё такой маленький!                                                                                         |
| Немецкая         | Марлен Дитрих                           | Анна Самойлович                                          | |
| Непальская       | Neelam Shrestha                         | Мария Коржова                                            | |
| Норвежская       |                                         | Елизавета Скворцова, Наталья Скворцова, Милена Клебанова | История о человеке и деревянных фигурках.                                                                                              |
| Осетинская       | Р. Кульчити                             | Арсений Лапин                                            | |
| Острова Мэн      | Caera                                   | Елизавета Скворцова                                      | Красная птичка на чёрном торфяном болоте, где ты спала прошлой ночью?                                                                  |
| Пакистанская     |                                         | Светлана Зуева                                           | |
| Польская         | Izabela Ziolkowska                      | Ирина Литманович, Вероника Фёдорова                      | |
| Португальская    | Cristina Branco                         | Ксения Колосова                                          | Иногда так хочется приключений! |
| Русская          | Арина Фридлянская                       | Глеб Коржов                                              | Засыпая, девочка наблюдает, кто чем занимается. Может ей все это уже снится?                                                           |
| Сефардская       | Yasmin Levi                             | Елизавета Скворцова, Вероника Федорова                   | |
| Сицилийская      |                                         | Аня Емельянова                                           | |
| Татарская        | Джамиля Хуснимарданова                  | Аня Емельянова                                           | |
| Тонга            | The Kingdom of Tonga Cultural Group     | Вероника Фёдорова                                        | |
| Турецкая         | Mircan Kaya                             | Анна Самойлович                                          | Фильм о том, что едят телята, и откуда берутся дети.                                                                                   |
| Туркменская      |                                         | Глеб Коржов                                              | |
| Украинская       | Нина Матвиенко                          | Вероника Фёдорова                                        | Ночью мальчик смотрит, как зима одевает все деревья в белые шубки.                                                                     |
| Финская          | La Sega Del Canto                       | Глеб Коржов                                              | Как перевезти ребенка через суровую снежную пустыню?                                                                                   |
| Французская      | Nathalie Boyer                          | Наталья Романенко                                        | |
| Хопи             | Alph Secakuku                           | Анастасия Жакулина                                       | |
| Хорватская       | Putokazi                                | Мария Заикина                                            | |
| Цейлонская       |                                         | Мария Заикина                                            | |
| Чукотская        | «Ваегские девушки»                      | Елизавета Скворцова                                      | Фильм о том, что делать, чтобы успокоить ребёнка.                                                                                      |
| Шведская         | Alice Babs                              | Вероника Фёдорова                                        | У каждого маленького тролля есть свой секрет…                                                                                          |
| Швейцарская      |                                         | Мария Заикина                                            | |
| Эвенкийская      | Валентина Кялундзюга                    | Елизавета Скворцова                                      | |
| Эстонская        |                                         | Елизавета Скворцова                                      | |
| Японская         | Михаси Мития                            | Наталья Романенко                                        | Созвездия Ткачиха и Волопас встречаются на небе один раз в году. Если в эту ночь случается гроза, им приходится ждать следующего года. |

## Съёмочная группа
- Идея проекта и продюсер: Арсен Готлиб
- Режиссёры-постановщики: Елизавета Скворцова, Вероника Фёдорова, Светлана Зуева, Анна Самойлович, Инга Коржнева, Мария Литвинова
- Авторы сценариев: Елизавета Скворцова, Анна Самойлович, Вера Плаксина, Георгий Гитис, Марина Мигачева, Светлана Зуева, Андрей Кузнецов, Вероника Фёдорова, Иван Максимов, Инга Коржнева.
- Художники-постановщики: Елизавета Скворцова, Глеб Коржов, Наталья Романенко, Вероника Фёдорова, Денис Шибанов, Мария Заикина, Анна Самойлович, Любовь Токарева, Анастасия Жакулина, Валерий Кожин, Ирина Литманович, Дарья Герасимова, Наталья Скворцова, Милена Клебанова, Владислав Байрамгулов, Ксения Колосова, Арсений Лапин, Анна Емельянова, Светлана Зуева, Елизавета Новикова, Мария Коржова, Анастасия Опаркина.
- Звукорежиссёры: Сергей Курбатов, Евгений Булатов, Софья Трифонова

## Официальные показы и выпуски
- 2008 — Колыбельные мира 1 (кинопоказ) — альманах, 15 колыбельных[9]
- 2008 — Колыбельные мира 2 (кинопоказ) — альманах, 15 колыбельных
- 2013 — Колыбельные мира. Выпуск 1 (DVD). Русская колыбельная; Ирландская колыбельная; Колыбельная датогов; Польская колыбельная; Колыбельная эвенков; Голландская колыбельная; Английская колыбельная; Лапландская колыбельная; Татарская колыбельная; Колыбельная Конго.
- 2013 — Колыбельные мира (кинопоказ и выставка)[10]

## Награды и номинации
- 2010 — XV Открытый Российский фестиваль анимационного кино в Суздале — Лучший сериал («Португальская колыбельная» из цикла «Колыбельные мира»)[11]
- 2009 — Премия «Золотой орёл» — Лучший анимационный фильм 2008 года[12]
- 2008 — Премия Департамента культуры города Москвы «Звёздный мост»
- 2008 — XIII Открытый Российский фестиваль анимационного кино в Суздале — Лучший сериал (цикл)[13]
- 2007 — Кинофестиваль «Верное Сердце» — Приз «За гармонию изображения и музыки» (Африканская колыбельная)[14].
- 2007 — Международный фестиваль анимационных фильмов «Крок» — Специальный диплом «За изящество убаюкивающего дизайна» (Карельская колыбельная)[15].
- 2007 — Премия «Ника» — Лучший мультипликационный фильм 2006 года (номинация)[16]
- 2007 — Приз Гильдии кинокритиков и кинопрессы «Белый Слон» — Лучший анимационный проект 2006 года[17].
- 2006 — Кинофестиваль «Сталкер» — Приз Детского Фонда ООН (ЮНИСЕФ) «За отражение темы защиты прав ребёнка в кинематографе»[18].
- 2006 — Кинофестиваль BALKANIMA в Белграде — Специальный диплом «For Universal Human Theme»
- 2006 — Кинофестиваль Animadrid — Второй приз в конкурсе «Лучшая короткометражная картина» (Еврейская колыбельная)[19]
- 2006 — Выборгский кинофестиваль «Окно в Европу» — «Золотая ладья» анимационного конкурса[20]
- 2006 — 11-й международный фестиваль детского анимационного кино «Золотая рыбка» — Спецприз «Россия — за счастье всех детей и родителей мира»
- 2006 — Первый российско-украинский кинофестиваль «Остров Крым» в Севастополе — Приз «В будущее с любовью»[21]
- 2006 — Кинофестиваль «MALESCORTO 2006» — Приз за лучший неигровой фильм

## Отзывы
- Мария Порядина (Колыбельное искусство. «Библиотека в школе», № 21 (201), 01-15.11.2007)

Каждый фильм — своего рода «презентация» того или иного народа, его страны, его искусства, ремесла и жизненных установок, так что «Колыбельные» не только красивы, но и в некотором роде познавательны. Создатели цикла стараются как можно нагляднее отразить в фильмах «местный колорит», хотя бы в общий чертах... Очень хорошо, что художники фильмов не берутся оригинальничать на пустом месте, а тактично ориентируются на культурные образцы: греческие, африканские, индийские песенные мотивы диктуют им выбор изобразительных средств, манеру рисования фигур и орнаментов. Благодаря авторской деликатности, зрители осваивают «культурный фон» песен того или иного народа...

Каждый «мультик» длится всего три минуты: за кадром звучит колыбельная песня, а на экране разыгрывается соответствующий сюжет. Но глубины! но материалов для мыслей и разговоров! но поэтических красот! в этих фильмах великое множество... Авторы проекта сознательно отказались от перевода иноязычных песен на русский язык. Представление о сюжете – если он есть – дает видеоряд, а настроение, обаяние, интонация понятны без перевода.
- Алексей Орлов. (Между явью и сном. Искусство кино, № 10 за 2006 год):

Двадцать фильмов — двадцать экскурсов в разные этносы, сделанные с глубокой любовью и виртуозным мастерством. Здесь блестяще используются достижения лучших картин мировой анимации в той её части, которая исследует жизнь анимы, жизнь духа человеческого и изображает неизобразимое, отсылает к неименуемому. Подобный проект уникален для нашей анимации. Его вполне можно назвать анимацией будущего, подлинным искусством третьего тысячелетия. Пожалуй, это искусство ещё нужно понять, к нему надо привыкнуть — его воздуховность опережает время. Оно обращается к нам на языке архетипов и мировых символов, складываясь в целостную систему подлинно «экологичного» мышления, крайне актуального для современного человека... «Колыбельные мира» резко расширяют границы нормативной анимационной эстетики, сняв многие негласные табу.